# 裴承先
裴承先（7世纪—688年12月28日），又作裴承光，唐朝蒲州桑泉县（今山西省运城市临猗县）人，裴寂的孙子，裴律师的儿子。
裴承先官至檢校左羽林軍將軍、郕國公。垂拱四年（688年），司徒、青州刺史霍王李元轨因犯与越王李贞通谋罪，被废黜并流放到黔州。囚车运送至陈仓死去。酷吏诬陷殿中监裴承先和李元轨的长子江都郡王李绪勾结，十二月初一乙酉日，李緒及裴承先都被处死于街市。